# 샴페인 (영화)
샴페인(Champagne)은 영국에서 제작된 알프레드 히치콕 감독의 1928년 영화이다. 고든 하커 등이 주연으로 출연하였고 존 맥스웰 등이 제작에 참여하였다.

## 출연

### 주연
- 고든 하커

### 조연
- 필리스 콘스탐

## 제작진
- 원작자: 월터 C. 마이크로프트